# جون د. جانون
جون د. جانون (بالإنجليزية: John D. Gannon)‏ هو عالم حاسوب أمريكي، ولد في 1948، وتوفي في 12 يونيو 1999.